# Bandera de las Islas Cocos
La bandera de las Islas Cocos fue adoptada oficialmente en 2004.

## Diseño
La bandera fue diseñada en el año 2003 por la sede del Administrador de la Isla. Consiste en un paño de color verde con un círculo dorado o amarillo en el cantón, con una palmera en su interior. En el centro de la bandera aparece representada una media luna dorada y, en el lado más alejado del mástil, cinco estrellas del mismo color que representan la Constelación de la Cruz del Sur como en la bandera australiana.